# Kłoda (Góry Złote)
Kłoda (niem. Krehlberg, 527 m n.p.m.)  − szczyt w południowo-zachodniej Polsce,  w Sudetach Wschodnich, w Górach Złotych.
Szczyt w północnej części Gór Złotych, zbudowany ze sjenitów. 